# Otetschestwennyje Sapiski

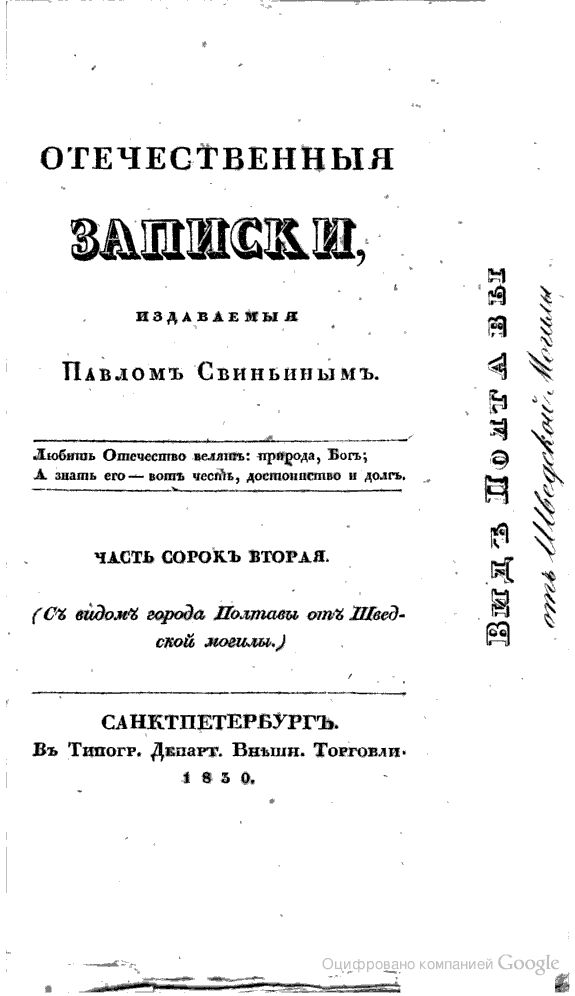
Titelseite einer Ausgabe des Jahres 1830

Die Otetschestwennyje Sapiski (russisch: Отечественные записки; deutsch etwa: „Vaterländische Notizen“,„Vaterländische Annalen“) waren eine russische Monatszeitschrift mit Sitz in Sankt Petersburg, die von 1818 bis 1884 erschien. Ihre Abonnenten gehörten überwiegend der liberalen Intelligenzija an. Einige bedeutende Werke der russischen Literatur ‒ darunter Iwan Gontscharows Oblomow (1859) und Fjodor Dostojewskis Der Jüngling (1875) ‒ sind als Feuilletonromane der Otetschestwennyje Sapiski geschrieben und hier erstmals publiziert worden.

## Geschichte
Der Schriftsteller und Maler Pawel Swinjin (1787‒1839), ein persönlicher Bekannter von Alexander Puschkin und Nikolai Gogol, gründete die Zeitschrift 1818. Die Redaktion hatte ihren Sitz im Hause des Kaufmanns Kosikowski, Newski-Prospekt 15, das heute als Tschitscherin-Haus bekannt ist. Von 1820 an erschienen die Ausgaben monatlich. Die Beiträge bestanden zunächst aus literarischen Texten und Artikeln zur Wissenschaft und zur russischen Geschichte.
1830 gab Swinjin die Zeitschrift auf, 1839 aber führte Andrei Krajewski die Arbeit fort. Tonangebender Hausautor wurde der Literaturkritiker Wissarion Belinski, die Otetschestwennyje Sapiski veröffentlichten daneben aber auch Artikel von Alexander Herzen, Michail Bakunin, Timofei Granowski, Nikolai Nekrassow, Fjodor Dostojewski, Apollon Maikow, Iwan Turgenew, Wladimir Dal, Wladimir Odojewski, Alexei Pissemski und Afanassi Fet. Unmittelbare Konkurrenz der Otetschestwennyje Sapiski waren die Publikationen von Faddei Bulgarin, Nikolai Gretsch (Sewernaja ptschela, [Северная пчела, „Nordische Biene“]; Syn otetschestwa) und von Ossip Julian Senkowski (Biblioteka dlja tschtenija [Библиотека для чтения, „Lesebibliothek“]). Die Redaktion hatte in der langen Zeit ihres Bestehens wechselnde Adressen. Während der Blütezeit der Zeitschrift (1867‒1876) befand sie sich in Nekrassows Wohnung (18 Nadeschdinskaja, heute Majakowskogo).
Die Otetschestwennyje Sapiski verloren an Abonnenten und an Bedeutung, als Belinski die Zeitschrift 1846 verließ, um für Nikolai Nekrassows radikalere Zeitschrift Sowremennik zu arbeiten. Die Otetschestwennyje Sapiski begannen erst 1859, politische Artikel zu drucken.
1867 erwarb Nekrassow die Publikationsrechte und wurde 1868 ‒ gemeinsam mit Michail Saltykow-Schtschedrin, N. K. Michailowski und Grigori Elisejew ‒ Herausgeber der Zeitschrift. Viele Autoren des wegen seiner Radikalität unter Druck geratenen Sowremennik begannen für die Otetschestwennyje Sapiski zu schreiben, darunter Wsewolod Garschin, Wladimir Korolenko, Dmitri Mamin-Sibirjak und Narodniki wie Gleb Uspenski, die das Blatt in den 1870er Jahren immer weiter radikalisierten. 1884 erzwangen die Behörden die Schließung der Redaktion. Deren alleiniger Chef war bereits seit Nekrassows Tod (1878) Saltykow-Schtschedrin gewesen. Ein Großteil der Autoren fand neue Arbeit bei der Zeitschrift Sewerny Westnik.

## Bedeutende Erstveröffentlichungen (Auswahl)
- 1846 ‒ Fjodor Dostojewski: Der Doppelgänger
- 1848 ‒ Fjodor Dostojewski: Weiße Nächte
- 1849 ‒ Fjodor Dostojewski: Njetotschka Neswanowa (Fragment)
- 1859 ‒ Iwan Gontscharow: Oblomow
- 1869 ‒ Nikolai Nekrassow: Wer lebt glücklich in Russland?
- 1870 ‒ Gleb Uspenski: Straße der Verlorenen
- 1870 ‒ Michail Saltykow-Schtschedrin: Die Geschichte einer Stadt
- 1875 ‒ Fjodor Dostojewski: Der Jüngling
- 1877 ‒ Wsewolod Garschin: Vier Tage
- 1880 ‒ Michail Saltykow-Schtschedrin: Die Herren Golowljow
- 1883 ‒ Wsewolod Garschin: Die rote Blume